# توماس ديكسون أرشيبالد
توماس ديكسون أرشيبالد (بالإنجليزية: Thomas Dickson Archibald)‏ هو سياسي كندي، ولد في 8 أبريل 1813 في كندا، وتوفي في 18 أكتوبر 1890. انتخب عضو مجلس الشيوخ الكندي.